# Centrum Jana Pawła II „Nie lękajcie się”

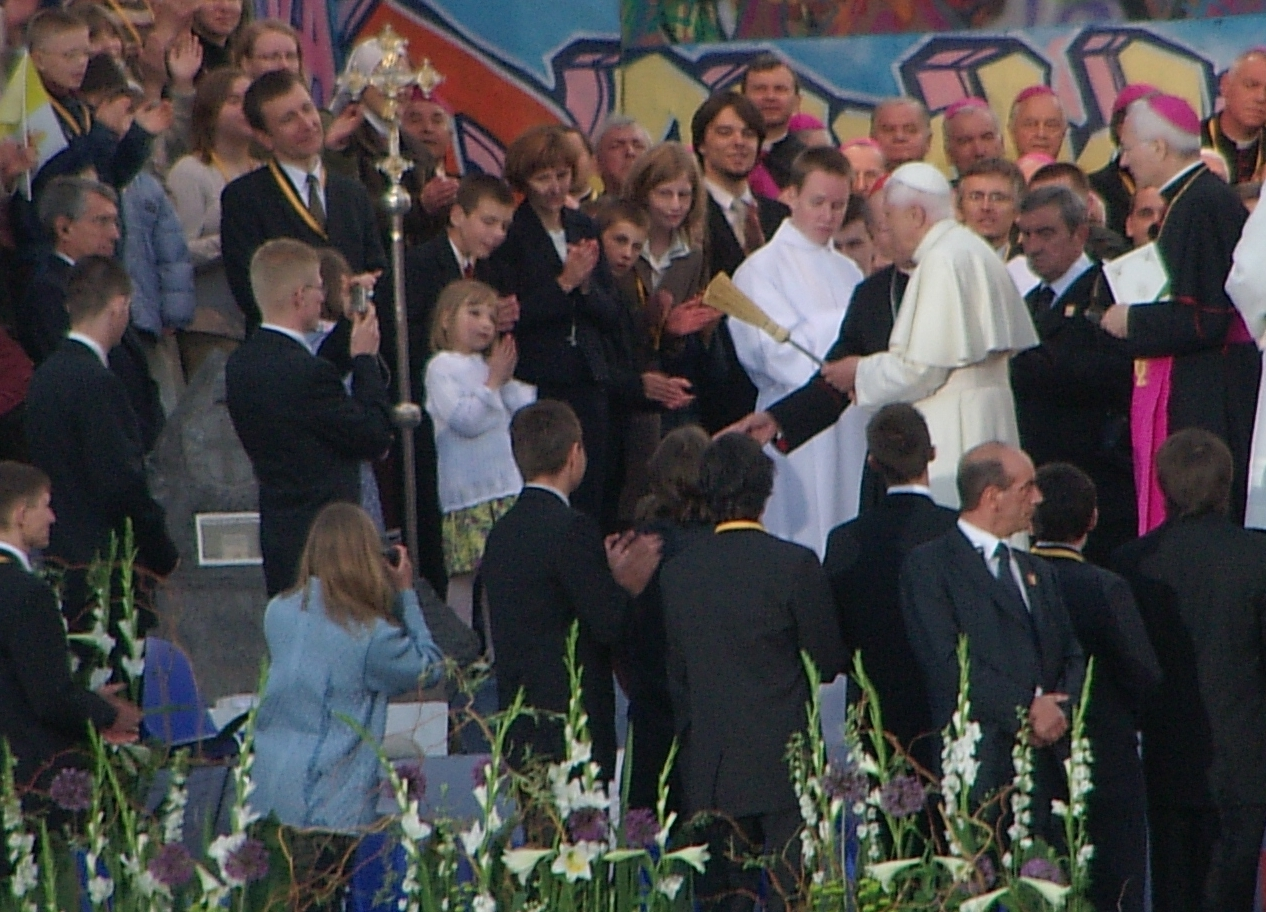
Benedykt XVI święci kamień węgielny pod budowę Centrum Jana Pawła II „Nie lękajcie się!”

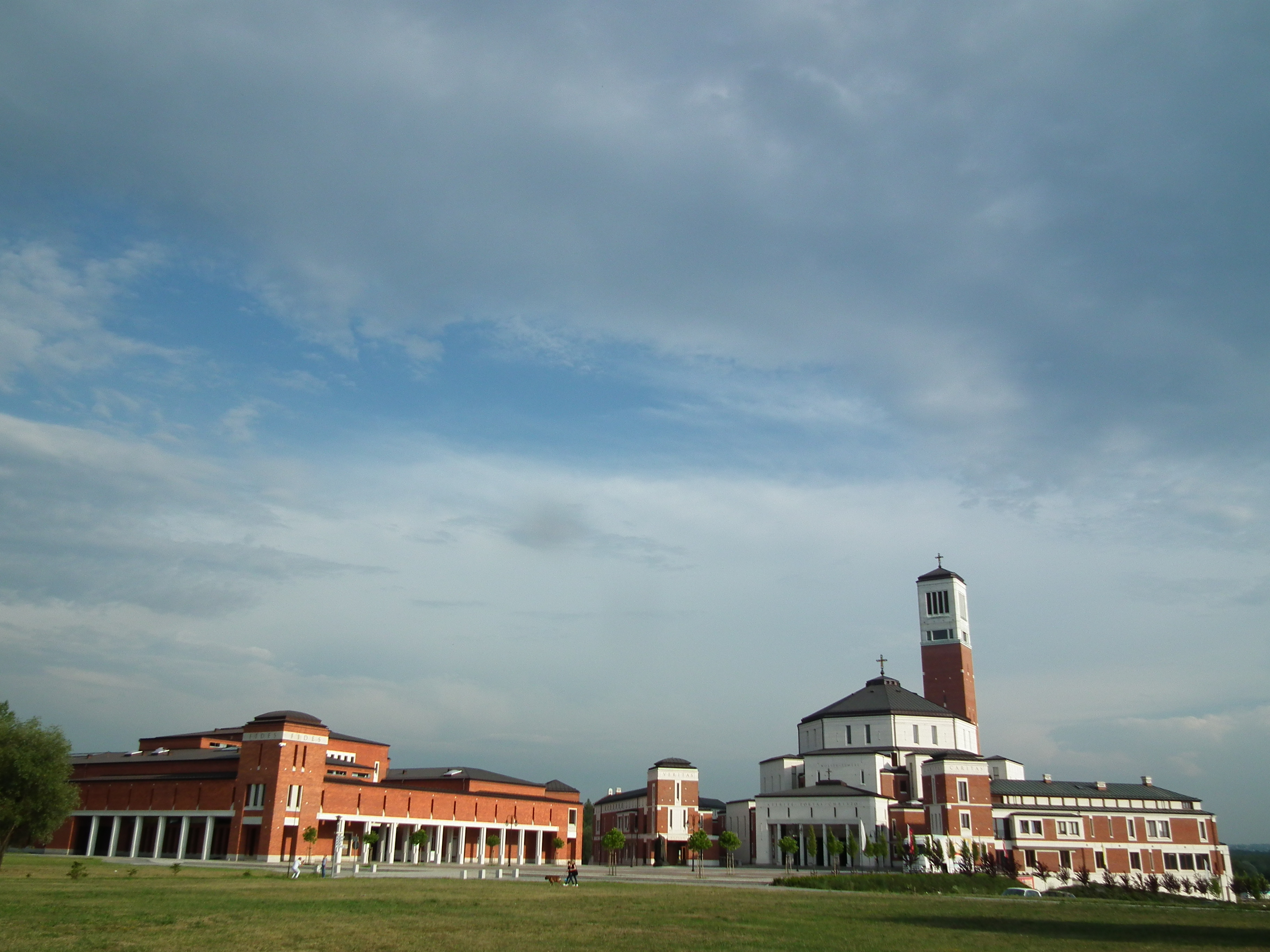
Widok ogólny założenia

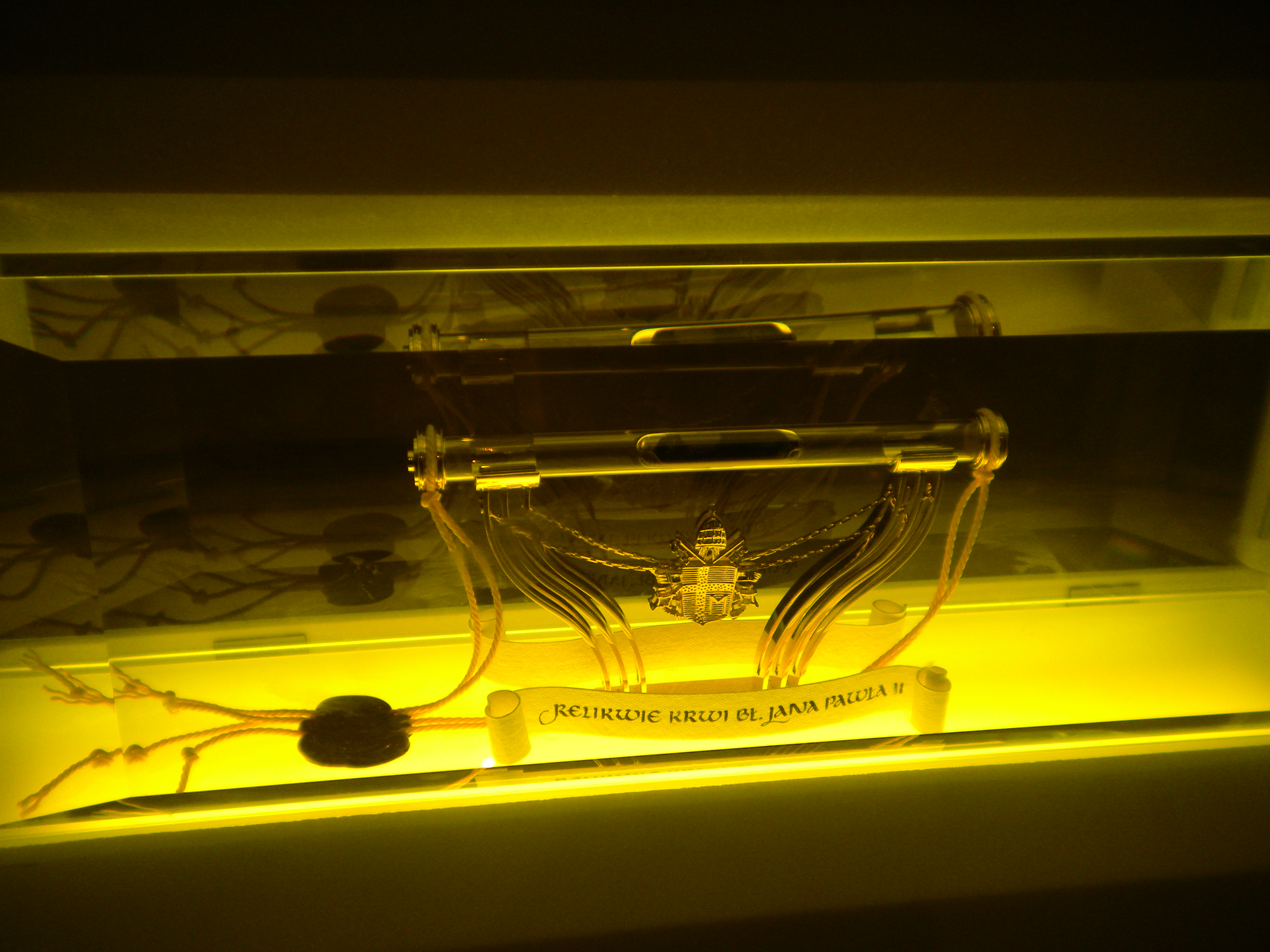
Relikwiarz z ampułką zawierająca krew Jana Pawła II umieszczony w mensie ołtarzowej w kaplicy Centrum Jana Pawła II „Nie lękajcie się!”

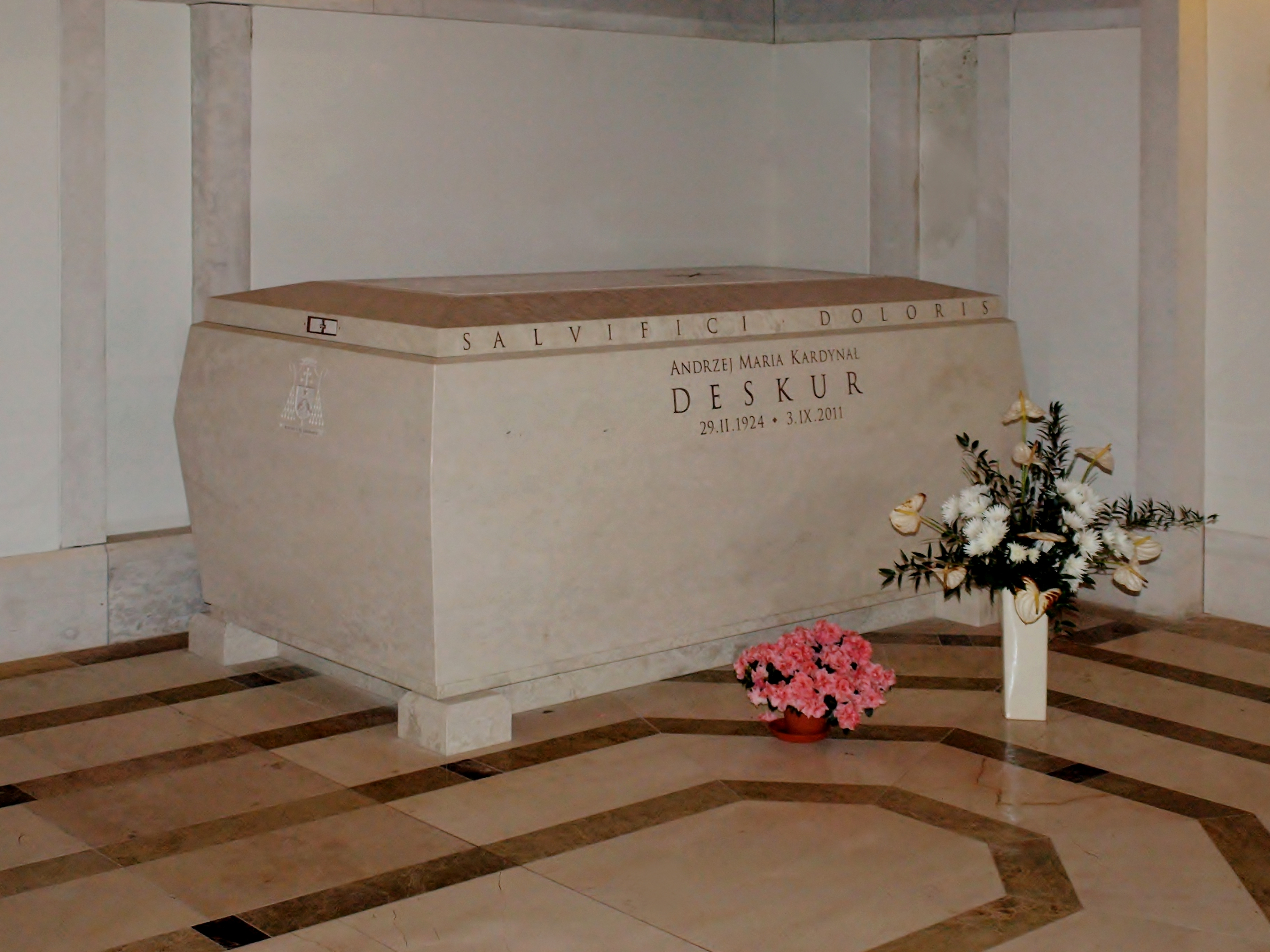
Sarkofag kardynała Andrzeja Marii Deskura

Centrum Jana Pawła II „Nie lękajcie się!” – ośrodek rzymskokatolicki poświęcony życiu i twórczości papieża Jana Pawła II działający w Krakowie. Centrum ma pełnić funkcje wotum dziękczynnego narodu za pontyfikat Karola Wojtyły. Nazwa Centrum nawiązuje do pamiętnych słów Jana Pawła II wypowiedzianych w 1978 r. podczas inauguracji pontyfikatu: Nie lękajcie się. Otwórzcie, otwórzcie na oścież drzwi Chrystusowi! Zgodnie ze statutem centrum powołano dla „upamiętnienia pontyfikatu sługi Bożego papieża Jana Pawła II”. Centrum ma za zadanie upowszechnianie i twórcze rozwijanie dziedzictwa Jana Pawła II, promowanie duchowości, kultury i tradycji związanej z Jego osobą, a także działalność naukowa i edukacyjna oraz pomoc potrzebującym.
Obecnie jest w budowie siedziba Instytutu w pobliżu Sanktuarium Bożego Miłosierdzia na terenie tzw. Białych Mórz (poeksploatacyjne tereny dawnych zakładów Solvay, w Jugowicach). 11 maja 2007 Stanisław Dziwisz, metropolita krakowski poświęcił krzyż na terenie budowy. Budowa została oficjalnie zainaugurowana 11 października 2008. Autorem projektu zabudowań jest architekt Andrzej Mikulski. Projekt obejmuje: Sanktuarium św. Jana Pawła II, dom (w którego skład wchodzić mają muzeum, instytut z biblioteką, kaplica i oratorium oraz centrum konferencyjne), centrum rekolekcyjne, centrum szkolenia wolontariatu, wieża z tarasem widokowym, obiekty hotelowe, amfiteatr na otwartej przestrzeni, plenerowa droga krzyżowa, kładka piesza, parkingi i inne obiekty.
12 czerwca 2011 do dolnej kaplicy Sanktuarium Jana Pawła II została wprowadzona relikwia Jana Pawła II: ampułka z krwią, umieszczona w mensie ołtarzowej.
Koszt budowy to prawie 200 mln zł.

## Wystawa „Kim jest Człowiek z Całunu?"

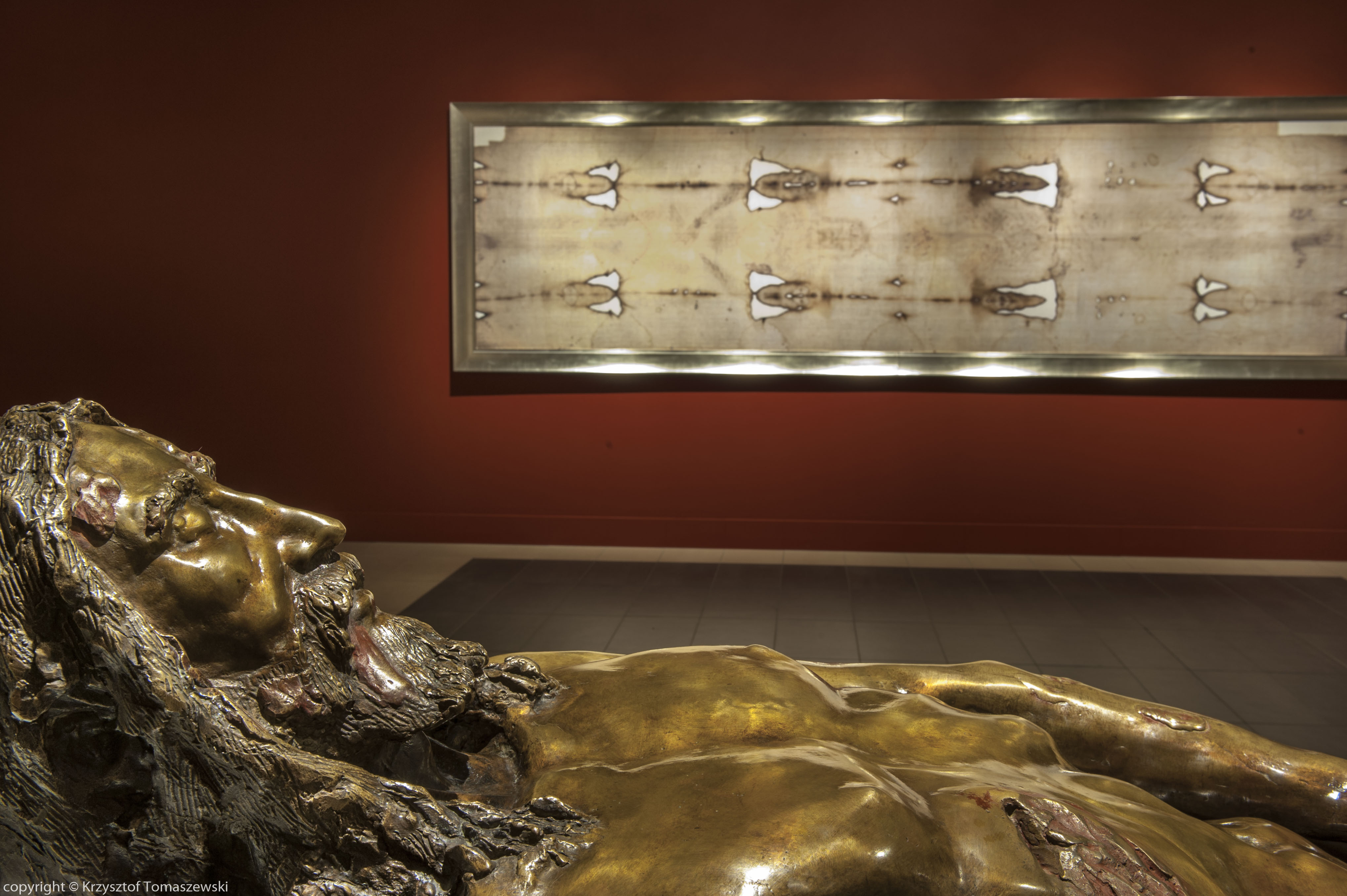
Kopia Całunu Turyńskiego na wystawie

Od 2012 roku w Centrum istnieje wystawa poświęcona Całunowi Turyńskiemu
Wystawa wchodzi w skład międzynarodowego projektu Othonia, w ramach którego utworzono kilkanaście podobnych wystaw na całym świecie m.in. w Rzymie i Jerozolimie. W Polsce powstała z inicjatywy Księży Legionistów Chrystusa. Składa się z kopii Całunu Turyńskiego, trójwymiarowych wizualizacji, posągu Chrystusa, replik korony cierniowej, biczy i gwoździ oraz 25 paneli informacyjnych poświęconych charakterystyce Całunu, jego historii, zgodności z Ewangeliami i badaniom naukowym, które były nad nim prowadzone. 